# 稲田佳乃香
稲田 佳乃香（いなだ かのこ、8月21日 - ）は、日本の女性声優である。香川県出身。以前はTABプロダクションに所属していた。

## 出演

### テレビアニメ
- さんかれあ（男の子）
- だめっこどうぶつ（キリン、彼女）

### ドラマCD
- アオイシロ関係（山本知子）
  - 「青い城の円舞曲」
  - 「青い城の縁結び」
  - 「青い城と硝子の靴」
  - 「青い城の凱旋門」
  - 「青城奇憚」

### ゲーム
- ソルフェージュ（高屋葵）
- SweetHoneyComing (女子高生A)
- 乙女はお姉さまに恋してるPortable 2人のエルダー（友坂花帆）

### 吹き替え

#### 映画
- 沈黙の背信（2011年、エイプリル〈アネット・トラー〉）

### ナレーション
- 富士ソフト「再生医療の構築と医療産業への挑戦」
- スピードラーニング 英語

### その他
- 朗読イベント「幸♀シロツメクサ～The three leaves～」